# Drents krentenboompje
Botanisch gezien is Drents krentenboompje een verouderde naam voor het Amerikaanse krentenboompje (Amelanchier lamarckii), een plant uit de rozenfamilie (Rosaceae). 
In de tuinsector wordt met de naam 'Drents krentenboompje' echter ook een ander krentenboompje aangeduid dat van nature voorkomt in Amerika: Amelanchier laevis (synoniem: Amelanchier grandiflora). Cultivars van deze exoot worden aangeplant in siertuinen. De bladeren van deze soort hebben echter geen speciale herfstkleur. In tegenstelling tot het Amerikaanse krentenboompje (Amelanchier lamarckii) komt Amelanchier laevis niet in het wild voor in Nederland en België. 
Amelanchier laevis bloeit van april tot mei met 4-12 cm lange bloemtrossen. De witte bloemen zijn veel groter dan die van het Canadees krentenboompje (Amelanchier canadensis). De kroonblaadjes zijn 1-2,5 cm lang. De roodachtige vruchten zijn eetbaar.